# أولكسندر نيكيفوروف
أولكسندر نيكيفوروف (بالأوكرانية: Никифоров Олександр Валерійович)‏ هو لاعب كرة قدم ومدرب كرة قدم أوكراني في مركز الوسط، ولد في 18 أكتوبر 1967 في أوديسا في أوكرانيا. لعب مع تشورنومورتس أوديسا ودينامو ستافروبول ونادي أوديسا ونادي بودابست.

## وصلات خارجية
- أولكسندر نيكيفوروف على موقع اتحاد أوكرانيا (الإنجليزية)
- أولكسندر نيكيفوروف على موقع قاعدة بيانات كرة القدم.إي يو (الإنجليزية)